# Menura tyawanoides
Menura tyawanoides — викопний вид горобцеподібних птахів з родини лірохвостових (Menuridae), що існував у ранньому міоцені (23-16 млн років тому). Викопні рештки птаха виявлені у вапнякових відкладеннях формації Ріверслей у Національному парку Буджамулла у штаті Квінсленд на сході Австралії.

## Етимологія
Назва виду M. tyawanoides походить зі сполучення двох слів: «tyawan» (мовою кумбаїнггірі так позначається лірохвіст великий) та грецького суфікса «oides» (схожий), тобто «схожий на лірохвоста великого».